# Feira Nova (Sergipe)
Feira Nova è un comune del Brasile nello Stato del Sergipe, parte della mesoregione del Sertão Sergipano e della microregione Sergipana del Sertão do São Francisco.